# Mallinella sadamotoi
Mallinella sadamotoi is een spinnensoort in de taxonomische indeling van de mierenjagers (Zodariidae).
Het dier behoort tot het geslacht Mallinella. De wetenschappelijke naam van de soort werd voor het eerst geldig gepubliceerd in 1990 door Hirotsugu Ono & Tanikawa.